# Newportia aureana
Newportia aureana är en mångfotingart som beskrevs av Wolfgang Bücherl 1942. Newportia aureana ingår i släktet Newportia och familjen Scolopocryptopidae. Inga underarter finns listade i Catalogue of Life.